# جوزيف روث (سياسي)
جوزيف روث (بالألمانية: Joseph Roth)‏ هو مقاوم وسياسي ألماني، ولد في 30 يناير 1896 في كولونيا في ألمانيا، وتوفي في 22 يناير 1945 في ألمانيا. حزبياً، نشط في حزب الوسط.